# Willerwald
Willerwald – miejscowość i gmina we Francji, w regionie Grand Est, w departamencie Mozela.
Według danych na rok 1990 gminę zamieszkiwały 1173 osoby, a gęstość zaludnienia wynosiła 186 osób/km² (wśród 2335 gmin Lotaryngii Willerwald plasuje się na 326. miejscu pod względem liczby ludności, natomiast pod względem powierzchni na miejscu 894.).